# 新埔柿餅節
新埔柿餅節是台灣新竹縣新埔鎮以當地的特產柿餅為主題；所舉辦的一種地方節慶活動，因柿餅是屬於需要風乾製成的食品，活動日期便特別選在會刮起九降風的秋季數天間。
由來為起初新埔鎮純粹是作為柿子產品的加工地區，之後在1980年代後期地方上為了將在地農業特色化而逐漸成形的活動。
柿餅節內容主要有柿餅產品的展示及製程介紹、當地客家文藝表演、和手工創作活動等。